# İstanbullu Gelin
İstanbullu Gelin (en español: La novia de Estambul) es una serie de televisión turca de 2017, producida por O3 Medya y emitida por Star TV.

## Trama
Süreyya es una talentosa música que toca el violín y se gana la vida trabajando como cantante. Lleva una vida modesta viviendo con su tía materna, su única pariente. Faruk es el primogénito de los cuatro hermanos de la familia Boran, una de las familias más rica y prestigiosa de Bursa. Süreyya y Faruk se cruzan en Estambul, donde él fue por negocios al lugar donde ella cantaba. El amor a primera vista surge entre ellos, tal es así que él le propone casamiento en pocos días. Sūreyya deja todo y viajan a Bursa para casarse y convivir en la mansión familiar. Esma, es la madre dominante que maneja a todos los Boran, de fuerte personalidad y arraigadas tradiciones y reglas que no aceptará a Süreyya. Pero pese a todo Faruk, que es un hombre decidido, se casa con la mujer que ama, sin la aprobación de su madre... La vida del nuevo matrimonio deberá afrontar varias situaciones conflictivas a causa de dos formas diferentes de ver la vida: la de la joven mujer independiente de ciudad, y la de un hombre educado bajo las estrictas normas sociales que le impone una familia de renombre. El argumento tiene varias historias paralelas de dolor, ambición, venganza, secretos familiares y también de amor, cuyos personajes irán entrelazándose entre sí.

## Reparto
- Özcan Deniz como Faruk Boran.
- Aslı Enver como Süreyya Deniz Boran.
- İpek Bilgin como Esma Boran Selimer.
- Salih Bademci como Fikret Boran.
- Fırat Tanış como Adem Sezgin/Boran.
- Dilara Aksüyek como İpek Dokuyucu Boran.
- Güven Murat Akpınar como Osman Boran.
- Berkay Hardal como Murat Boran.
- Neslihan Yeldan como Senem Tuzunel.
- Nergis Çorakçı como Kıymet Dokuyucu.
- Pelinsu Pir como Nurgül.
- Hakan Altıner como Şahap Dokuyucu.
- Sabri Özmener como Mustafa.
- Eren Balkan como Gülistan.
- Muharrem Türkseven como Nazif.
- Nilay Erdönmez como Asiye.
- Fatih Koyunoğlu como Akif Tezcan.
- Hira Koyuncuoğlu como Bade.
- Neslihan Arslan como Dilara.
- Özge Borak como Begüm Bakir.
- Murat Aygen como Can Turhan.
- Tamer_Levent como Garip Selimer.
- Semra Dinçer como Reyhan Sezgin.
- Hayal Köseoğlu como Zeynep.
- İdil Sivritepe como Bahar.
- Ebru Şahin como Burcu Selimer.
- Bertan Dirikolu como Asım.
- Gürhan Gülbahar como Yılmaz.
- Eser Ali Yıldırım como Ömer.
- Bedir Bedir
- Hikmet Karagöz como Kamil.
- Neslihan Aker como Dra. Pelin
- Artun Kasapoğlu como Emir Boran.
- Selçuk Borak como İbrahim Bakir.
- Furkan Kalabalık
- Gülçin Hatıhan como Figen.
- Meral Çetinkaya como Ülfet Kavaklı.
- Tilbe Saran como İdil.
- Nihal Yalçın como Nihal Yalçın.
- Ahsen Eroğlu como Yaz Boran.
- Elena Viunova como Anastacia.
- Kaan Çakır como Okan Korkmaz.
- Eylül Su Sapan como Ozgur Korkmaz.
- Didem İnselel como Gözde.
- Yeşim Salkım como Sedef.
- İmer Özgün como Esra.
- Aylin Aslım como Gülbin.
- Ilgaz Kaya como Esma (joven).
- Yunus Narin como Garip (joven).
- Gözde Türker como Ülfet (joven).

## Temporadas
| Temporada | Temporada | Episodios | Rango de episodios | Emisión original         | Emisión original    |
| Temporada | Temporada | Episodios | Rango de episodios | Inicio                   | Final               |
| --------- | --------- | --------- | ------------------ | ------------------------ | ------------------- |
|           | 1         | 16        | 1 - 16             | 3 de marzo de 2017       | 16 de junio de 2017 |
|           | 2         | 37        | 17 - 53            | 22 de septiembre de 2017 | 8 de junio de 2018  |
|           | 3         | 34        | 54 - 87            | 21 de septiembre de 2018 | 31 de mayo de 2019  |

## Premios y nominaciones
| Año  | Premios                    | Categoría             | Nominado(a)              | Resultado | Ref.  |
| ---- | -------------------------- | --------------------- | ------------------------ | --------- | ----- |
| 2017 | Premios Altın Kelebek      | Mejor actriz          | Aslı Enver               | Ganadora  | [ 3 ] |
| 2018 | Premios Emmy Internacional | Mejor telenovela      | İstanbullu Gelin         | Nominada  | [ 4 ] |
| 2018 | Premios Altın Kelebek      | Mejor actriz          | Aslı Enver               | Nominada  | [ 5 ] |
| 2018 | Premios Altın Kelebek      | Mejor pareja de serie | Aslı Enver y Özcan Deniz | Nominados | [ 5 ] |

## Adaptaciones
En México se estrenó un remake producido por la empresa Televisa llamado Eternamente amándonos en 2023 protagonizada por Diana Bracho, Alejandra Robles Gil y Marcus Ornellas.
En la India la empresa Sony TV prepara una nueva versión llamada Hum Rahe Na Rahe Hum que se estrena el 10 de abril de 2023 simultáneamente en el canal y por su plataforma Sony Liv. Esta protagonizada por la actriz Tina Dutta y Jay Banushali.